# Bell Biv DeVoe
I Bell Biv DeVoe (a volte citati come BBD) sono un gruppo musicale R&B/hip hop statunitense attivo dal 1989.

## Storia del gruppo
Il gruppo si è formato a Boston (Massachusetts) a partire dall'iniziativa di tre componenti dei New Edition, che hanno unito i loro nomi nel creare quello del gruppo. Il primo album è stato pubblicato per la MCA Records ed è intitolato Poison. Hanno ottenuto diversi premi con questo lavoro ai Soul Train Music Awards. Il disco, inoltre, è stato certificato quattro volte disco di platino dalla RIAA. I due singoli che hanno lanciato il gruppo sono stati Poison e Do Me!. Nel 1991 è uscito un album di remix.
Nel 1993 hanno pubblicato Hootie Mack, che non ha replicato il successo del precedente. Il terzo album è uscito nel 2001.

## Formazione
- Ricky Bell
- Michael Bivins
- Ronnie DeVoe

## Discografia
Album
- 1990 - Poison
- 1991 - WBBD-Bootcity!: The Remix Album (remix)
- 1993 - Hootie Mack
- 2001 - BBD